# Mariangela Cerrino
Mariangela Cerrino (Torino, 1º dicembre 1948) è una scrittrice italiana.
È autrice di romanzi storici, in particolare di storia americana con lo pseudonimo di May I. Cherry, oltre a opere di fantasy e fantascienza.

## Biografia
Nasce a Torino nel dicembre 1948 e, giovanissima, inizia lo studio della storia americana: a diciassette anni, con lo pseudonimo di May Ionnes Cherry, pubblica il suo primo romanzo per la casa editrice Sonzogno, un volume storico ambientato nel periodo della rivoluzione americana. Dal 1966 al 1973, sempre per la Sonzogno, pubblica quattordici romanzi storici. Successivamente per l'editore Frontiera Edizioni di Bologna, dà alle stampe altri cinque romanzi, sempre ambientati nell'epopea storica americana.
È agli inizi degli anni ottanta che scopre la fantasy e la fantascienza, segnando l'inizio di una nuova e fortunata carriera. Pubblica subito un racconto intitolato Passaggio ad Eridani, acquistato anche dalla RAI per la trasmissione televisiva Alba del Domani,. Nel 1984 si aggiudica il Premio Italia grazie al suo racconto Il Segreto di Mavi-Su, tradotto successivamente anche all'estero.
Collabora con numerosi editori: Peruzzo Editori, Arnoldo Mondadori Editore, Fanucci, casa editrice Nord, e con quotidiani e settimanali.
Nel 1990 il romanzo L'ultima Terra Oscura (edito con la casa editrice Nord, di Milano) permette alla Cerrino di aggiudicarsi un altro Premio Italia, questa volta come miglior romanzo fantascientifico dell'anno. Seguono una serie di romanzi di fantasy storico: Storie dell'epoca Mu, Gli eredi della Luce. Nel 1992, il suo racconto Altri mondi lontani, (Futuro Europa) consegue il terzo posto al Premio Italia, sezione racconto su pubblicazione professionale. Ma prosegue anche sul filone della ricerca storica, e nel 1992 esce I cieli dimenticati, primo volume di Rasna, una serie in tre romanzi sugli Etruschi, e vincitore di un nuovo Premio Italia nel 1993; il romanzo è seguito da La via degli Dei e La porta della Notte, quest'ultimo vincitore del Premio Italia nel 1996. La saga è tradotta anche all'estero, e ha notevole successo in Spagna
 e Germania.
Nel 1999 per Longanesi esce il primo volume di un ciclo ambientato nell'Italia e nell'Europa attorno all'anno mille, Il segno del Drago. Nel 2000 arriva il secondo tomo del ciclo, Il segreto dell'Alchimista, tradotti in Germania e proposti da Bertelsman Random House.
Ha dato alle stampe, nel 2008, per la casa editrice Armenia, Lisidranda, una trilogia in volume unico: quest'opera ha ottenuto l'entrata in finale al Premio Italia nel 2009. Per Mondadori, nell'ottobre 2008, è uscita la ristampa delle sue Cronache dell'Epoca Mu.
Di recente ha concluso gli ultimi due volumi del Ciclo dell'anno Mille: Il Custode dell'Arcobaleno e Il Calice Spezzato; il ciclo completo è proposto da Susalibri Editore, maggio 2010. Si è dedicata anche al romanzo storico ambientato nel XVI secolo, incentrato sulle lotte di religione tra Cattolici e Valdesi, e intitolato Il Margine dell'Alba, pubblicato da Alacrán Edizioni nel maggio 2010.
A fine ottobre 2012 è uscito per Rizzoli il nuovo romanzo storico Absedium, Il Vento di Alesia, che tratta la conquista della Gallia, ma dal punto di vista dei Galli. A ottobre 2015 esce, per TimeCrime Fanucci, Il Ministero delle Ultime Ombre. Nel marzo 2020 per Leone Editore esce il primo volume dedicato al personaggio di Adémar de Cly, Morte di una Strega; due anni dopo esce La pietra di Labastide.
Mariangela Cerrino è stata fra i fondatori dello Star Trek Italian Club.

## Opere

### Romanzi
- Il margine dell'alba, Alacran 2010; Golem 2017
- Absedium, Rizzoli, 2012, ISBN 978-88-17061858
- Il Ministero delle Ultime Ombre, TimeCrime Fanucci 2015

### Romanzi di storia americana
Scritti come May I. Cherry.
- Blue River. Sonzogno 1966.
- L'ultimo cielo. Sonzogno 1967.
- L'anima Selvaggia. Sonzogno 1967.
- Lettie Huddlestone. Sonzogno 1968.
- Rio Colorado. Sonzogno 1968.
- Il Sentiero della vendetta. Sonzogno 1968.
- Adios, Amigo. Sonzogno 1969.
- Dalla parte dove soffia il vento. Sonzogno 1969.
- La terra del signore. Sonzogno 1970.
- La ragazza di Quanah. Sonzogno 1970.
- Malpaso. Sonzogno 1972.
- La fortuna di Charity Hoss. Sonzogno 1972.
- La pista dimenticata. Sonzogno 1973.
- Tanimari, Vento Solitario La Frontiera Edizioni 1982.
- Gloria del mattino. La Frontiera Edizioni 1983.
- L'ultimo sentiero. La Frontiera Edizioni 1983.
- I fiumi del vento. La Frontiera Edizioni 1985; Parallelo 45Edizioni
- La luce sulle montagne. La Frontiera Edizioni 1986; Parallelo45 Edizioni

### Romanzi di fantascienza
- Cielo 19, Pulp 5, Edizioni Pulp 1983
- L'ultima Terra Oscura. Nord 1989; Golem Edizioni 2018
- L'alba di Alwayr. Golem Edizioni 2018

### Ciclo degli etruschi
1. I cieli dimenticati, Longanesi 1992; Tea Due edizione integrale, 1993;
2. La via degli dèi, Longanesi, 1993; EuroClub, 1994; Tea Due edizione integrale, 1995;
3. La porta sulla notte, Longanesi, 1995;

### Ciclo dell'anno Mille
1. Il segno del drago, Longanesi 1999; Susalibri 2010
2. Il segreto dell'alchimista, Longanesi 2000; Susalibri 2010
3. Il custode dell'arcobaleno, Susalibri 2010
4. Il calice spezzato, Susalibri 2012

### Romanzi fantasy
- Gli eredi della Luce. Nord 2001
- Lisidranda. trilogia, Armenia 2008. Ebook Delos Edizioni 2012
  - L'Albero del Mondo, [Lisidranda 1
  - Le Terre dell'Anima, [Lisidranda 2
  - La Coppa della Vita, [Lisidranda 3
- Cronache dell'Epoca Mu. Mondadori 2008

### Ciclo di Adémar de Cly
- Morte di una Strega, Leone Editore 2020, ISBN 978-8863936087
- La pietra di Labastide, Leone Editore, 2022, ISBN 978-8892960435

### Narrativa breve (parziale)
- Passaggio a Eridani, L'Eternauta 109, Comic Art
- Altri mondi lontani, Futuro Europa 9, Perseo Libri
- Il segreto di Mavi-Su, 1987 - IN APPENDICE A Maestro d'illusioni Uccidere i morti, Solaris Fantascienza 5, Garden Editoriale
- Lisidranda (antologia), 2008 - IN APPENDICE A Lisidranda, Classici del Fantasy, Armenia Editore